# Salou
Salou és una vila i municipi de Catalunya situat a la comarca del Tarragonès, amb 26.558 habitants, el terme municipal de la qual va ser creat arran d'una sentència del Tribunal Suprem, del 30 d'octubre de 1989, que va concedir-li la independència administrativa de Vila-seca de Solcina.
Durant el segle xx, Salou va convertir-se en un important centre turístic, condició que consolida actualment, d'una banda, mercès al parc temàtic de Port Aventura, ubicat entre els termes dels dos municipis veïns.

## Etimologia
L'origen del nom de Salou és incert. Tradicionalment s'ha pensat que és la grafia agultinada de s'Alou (a l'edat mitjana ja es llatinitzava amb la forma Alodio), per bé que Alcover i Moll prefereixen fer-lo derivar de l'antic Salauris, opció també preferida per Coromines.

## Geografia
- Llista de topònims de Salou (Orografia: muntanyes, serres, collades, indrets..; hidrografia: rius, fonts...; edificis: cases, masies, esglésies, etc).

## Història
La historiografia tradicional ha volgut identificar Salou amb el nom d'una població esmentada exclusivament per una font clàssica força tardana (segle iv dC), l'Ora Marítima d'Aviè. Es tracta de Salauris, una hipotètica població situada entre Tàrraco i Bàrcino el nom de la qual recorda al de Salou. La realitat és que no hi ha hagut cap troballa que certifiqui l'existència de Salauris, com tampoc no hi ha hagut cap troballa que localitzi una població ibèrica o romana al nucli urbà de Salou.
Amb la invasió musulmana, es produeix un progressiu despoblament i abandonament del territori.
La ciutat va tornar a florir amb l'empenta catalana, i és el punt de partida de la Croada pisano-catalana del 1114 contra l'Emirat de Mayūrqa, i s'atorgà el 1211 la jurisdicció del territori a l'arquebisbe de Tarragona.
Gràcies a les excepcionals condicions del port natural de Salou, la ciutat es converteix ràpidament en un dels ports més importants de la Corona d'Aragó, importància que durarà fins al segle xix. En conseqüència —a petició dels mercaders de Barcelona, Tarragona i Tortosa pels atacs del pirates sarraïns mallorquins a les flotes comercials catalanes—, el 6 de setembre de 1229 el rei Jaume I concentra a Salou una esquadra que partirà a la conquesta de Mallorca d'Abú Yahya, el governador almohade de l'illa.
Els saquejos pirates que atemorien la població es van interrompre fins a la segona meitat del segle xiv, ara des del nord d'Àfrica, i van portar que el 1384 s'instal·lés durant un temps el frare Guillem de Sanmartí com a guaita marítim permanent, però pocs anys més tard es va produir el saqueig de Barenys. L'any 1527, després de detectar-se la presència de Barba-rossa, es va construir la torre de Barenys, i l'any 1530, Pere de Cardona, l'arquebisbe de Tarragona va ordenar la construcció de la Torre Vella per defensar la vila, però no va dissuadir els pirates, que van atacar de nou els anys següents: 1543, 1547, 1549, 1550, 1552, 1558, 1562, 1563, 1582, 1584 i 1587.
A la guerra dels Segadors, durant el setge de Tarragona de 1641, la ciutat va ser conquerida als castellans el 9 de maig, pocs dies després d'iniciar-se el setge. L'any 1649, el general filipista Juan de Garay obliga els reusencs a destruir les fortificacions de Salou amb la finalitat d'evitar que fossin utilitzades pels somatents catalans (milícia armada que es reunia als pobles amb el toc de les campanes) o pels seus aliats francesos.
L'any 1673, l'arquebisbat va atorgar drets de ciutat a Vila-seca i va iniciar un procés pel qual aquesta vila anirà adquirint la possessió de Salou i el seu port, situació que s'ha prolongat fins fa pocs anys.
La importància comercial del port de Salou continua durant el segle xviii i començaments del xix. Va ser creat per l'Imperi Romà i va ser un dels ports més importants de la Hispània Citerior.[1] L'any 1194 es documenta la carta de població de Salou, atorgada per Alfons I el Cast a favor de Ximeno d'Artusella. Va ser un dels ports més importants de la Corona d'Aragó, per les perfectes condicions naturals que tenia, i aquesta importància va durar fins al segle xix. Des d'aquest port va partir Jaume I per a conquerir Mallorca a l'any 1229. Actualment, el Port de Salou no s'utilitza pel comerç, sinó que s'ha convertit en un port totalment turístic. L'any 1766 es beneeix l'església de Santa Maria del Mar. El 1820 s'edifica la Capitania i la Nova Duana al carrer Barcelona. El 1858 s'inaugura el far, situat al Cap de Salou.

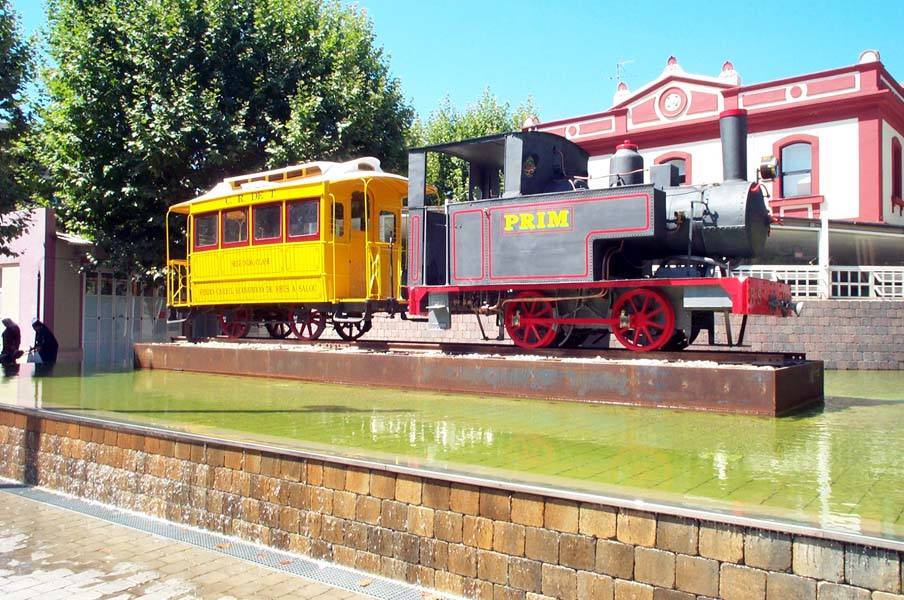
Una de les locomotores i un vagó, preservats del Carrilet Reus-Salou

A principis del segle xix, el port de Salou entra en decadència i a mitjans del XIX se’n prohibeix el funcionament. La ciutat comença un procés de conversió de port comercial a centre turístic i l'any 1863 s'autoritzen les casetes de bany a la platja de Ponent. L'any 1865 entra en funcionament l'estació del ferrocarril. El 1887 s'inaugura el conegut «Carrilet», el tramvia Reus–Salou, que porta els primers estiuejants a la vila.
Durant els anys vint es comencen a edificar els edificis modernistes del passeig de Jaume I, com els xalets «Bonet», «Loperena», «Marisol/Solimar», «Llevat», «Miarnau» i «Banús», dissenyats per l'arquitecte i col·laborador de Gaudí Domènec Sugrañes i Gras. Els reusencs, principals usuaris de la platja, van començar a urbanitzar la zona. Una societat, anomenada «Oliveró, Laporte i Companyia» i després «Urbanización de Salou» tenia per finalitat la compra-venda de solars i terrenys, i la urbanització i construcció d'edificis. Constituïda en societat anònima l'any 1929, tenia com a denominació «Urbanización de Salou S.A. (USSA)», que va construir el mateix any 1929 l'hotel balneari «La Terrassa», un establiment emblemàtic enderrocat l'any 1979.

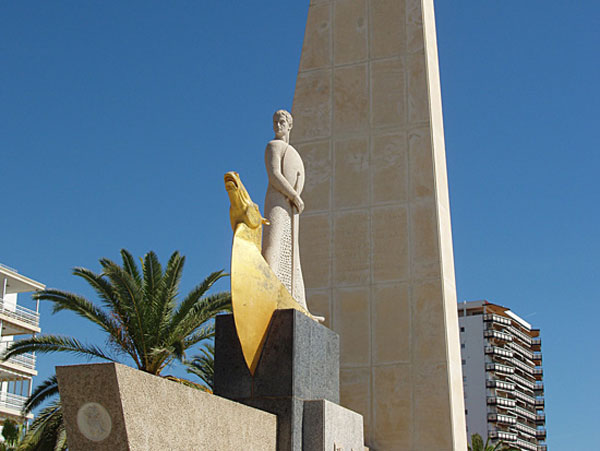
Monument a Jaume I, de Lluís Maria Saumells

A partir dels anys 60 Salou experimenta un espectacular creixement urbanístic provocat pel turisme. L'any 1965 s'erigeix el monument a Jaume I, símbol del Salou contemporani.
Als anys 70, un ampli moviment popular promourà el procés de segregació de Salou de Vila-seca. El 1980 es van començar a recollir signatures, amb el suport posteriorment d'una sentència del Consell de l'Estat de febrer de 1983. El 1984 la Generalitat de Catalunya va denegar la petició de segregació, però el procés va culminar el 30 d'octubre del 1989 amb una sentència del Tribunal Suprem que va concedir la independència administrativa de Salou.
El 1995, com a cim del desenvolupament urbanístic de Salou, es construeix el parc temàtic de Port Aventura als afores de la localitat; i el 2012 es va presentar el projecte Barcelona World per completar el complex d'oci temàtic i familiar, amb una inversió de 5.000 milions d'euros.

## Llocs d'interès

### La Torre Vella
És l'edifici històric més antic de Salou. Fou construïda l'any 1530 per l'arquebisbe Pere Cardona, per protegir la població dels saquejos dels pirates. La torre conserva a la part exterior el seu aspecte original i manté l'escut heràldic del seu impulsor sobre la portalada que la uneix a una altra edificació del segle xviii. El conjunt arquitectònic s'utilitza actualment com a sala d'exposicions i altres equipaments culturals per a la ciutat.

### Font lluminosa
Aquesta font fou construïda l'any 1973 per l'enginyer Carles Buïgas, autor també de la font monumental de Montjuïc a Barcelona. Els seus jocs d'aigua i llum poden arribar fins a 210 combinacions, de tal manera que, per a contemplar tot el programa, caldrien més de 5 hores. En funcionament normal, els canvis de forma i color sobrevenen cada 90 segons.

### Vil·la romana de Barenys
Prop de la platja de Ponent hi ha les restes romanes de Barenys, datades entre finals del segle i aC i el segle ii. El conjunt arqueològic conté un edifici de planta rectangular destinat a la producció de ceràmica (materials per a la construcció i àmfores per al transport i l'exportació del vi). També hi ha les restes d'una gran zona de columnes i un forn circular amb la seva part inferior molt ben conservada.

## Platges

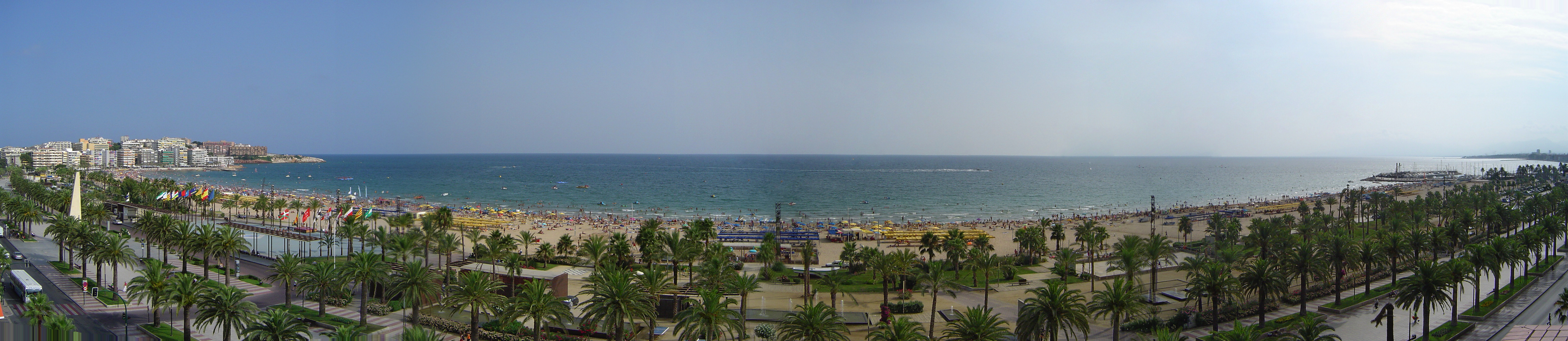
Platja de llevant

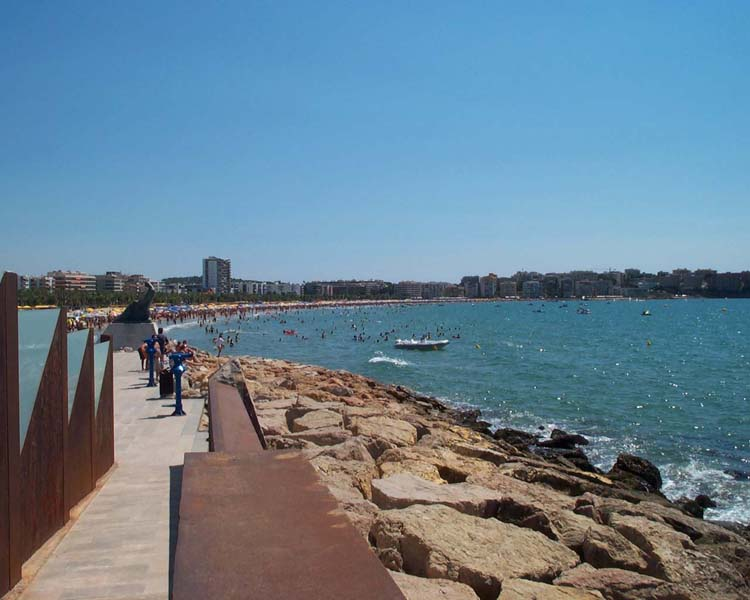
La platja de Llevant vista des del port

Salou compta amb quatre platges i algunes cales petites.

### Platja de Llevant
Aquesta és la platja principal de Salou, ja que es troba al cor de la vila. Té una longitud d'uns 1200 metres, i amb la sorra fina. Compta amb dutxes, WC i un gran passeig marítim — el passeig Jaume I— enjardinat, amb instal·lacions d'esbarjo infantil i esportives, zona d'aparcament i l'estació central d'autobusos. En l'extrem nord es troba la Font Lluminosa, obra de Carles Buïgas, i afronta al sud amb el port esportiu.

### Platja de Ponent
Aquesta és la segona platja de Salou, amb aproximadament uns 1000 metres d'extensió i formada per sorra fina. Afronta a l'est amb el Port Esport i a l'oest, amb el terme de Cambrils.

### Platja dels Capellans
Platja situada al centre de la zona turística, i fa 200 metres de longitud 
amb edificacions a peu de sorra. Limitada en els seus extrems per penya-segats sobre els quals es troben nombrosos edificis d'apartaments i un petit parc. Té l'accés des del carrer Brussel·les, des de la carretera de la Costa o des del camí de Ronda que ve de la cala Llenguadets.

### Platja Llarga
Una gran platja de 600 metres de longitud de sorra fina amb poca gent, envoltada de bosc i amb un passeig marítim, enjardinat amb plantes mediterrànies i abundants flors, inaugurat el 2005. Accés mitjançant escales o per carretera amb trànsit restringit des del carrer Torremolinos o bé des del carrer dels Replanells. En els mesos estivals, freqüentada majoritàriament per públic d'origen anglès. Compta amb dutxes i WC.

### Cala dels Llenguadets
És una cala tranquil·la que es troba una mica apartada del nucli urbà. Està situada entre la platja dels Capellans i la platja Llarga, i té accés des del carrer de la Torrassa o bé pel camí de ronda des de les platges limítrofes.

### Les cales del Cap de Salou
El Cap de Salou és una zona plena de petites cales: Cala Morisca, Cala Vinya, Cala Font, Cala de Penya Tallada, Cala Crancs i Platja dels Enlliscalls.

## Serveis

### Transports
Hi ha dos mitjans de transport públic que operen al municipi:
- Els autobusos de l'empresa d'autocars Plana

- Els serveis de trens: les línies R17 i RT2 de Rodalies de Catalunya.

### Serveis sanitaris i de seguretat ciutadana
- Policia Local
- Guàrdia Civil
- Mossos d'Esquadra
- Centre Assistència Primària Salou
- Servei de Vigilància, Salvament i Socorrisme a les platges
- Jutjat de Pau

### Equipaments esportius
- Pavelló Municipal d'Esports
- Estadi Municipal
- Piscina Municipal
- Zona esportiva de Platja

### Oci i cultura
- Centre d'Art Torre Vella
- Biblioteca Pública Municipal
- Masia Catalana
- Escola Municipal de Música
- Centre Cívic
- Oficina Local de Català
- Teatre Auditori de Salou - TAS
- Palau de Congressos

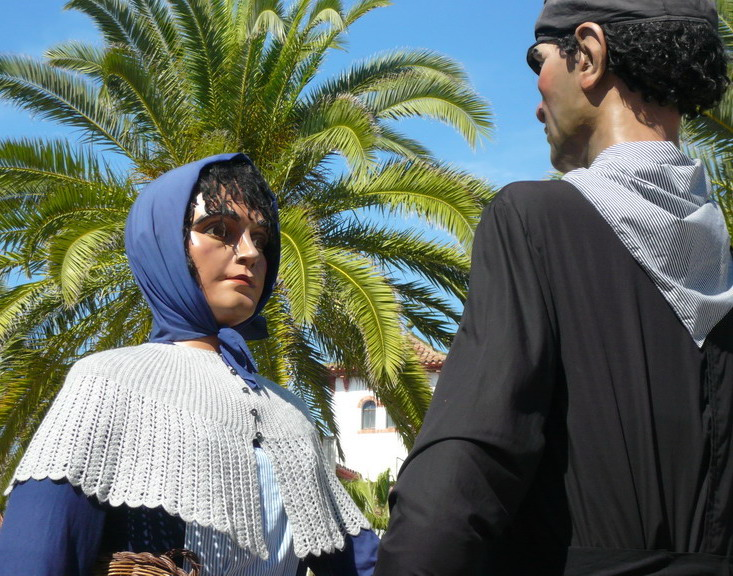
Els gegants de Salou, Ramon i Maria del Mar

- Unitat d'Escolarització Compartida
- Escola Oficial d'Idiomes
- La Xarxa. Xarxa de Cultura Tradicional Catalana de Salou.
- Museu de l'Esmalt Contemporani.[16]

### Educació
- CEIP Europa
- CEIP Santa Maria del Mar
- Escola Salou
- Escola Vora Mar
- Escola Elisabeth
- Institut Jaume I
- Institut Marta Mata
- Llars d'Infants: Llar d'Infants Municipal "La Balena Blava", Cavallet de Mar, Nou Esplai i Judovic.
- Centre Obert "Dofí Màgic"-Espai Jove
- Escola de Comerç de Costa (centre vinculat a la URV)
- Escola Internacional del Camp

## Política municipal
Nombre de regidors per partit
| Junts | -      | -  | -  | -  | -      | -          | -  | 7  | 0      |
| PSC | 3      | 1  | 3  | 3  | 6      | 5          | 4  | 5  | 8      |
| PP | 1      | 2  | 2  | 2  | 3      | 4          | 2  | 1  | 3      |
| ERC | -      | 0  | 0  | 1  | 0      | 0          | 2  | 4  | 4      |
| ECP | -      | 1  | 0  | 1  | 0      | 0          | 0  | -  | 0      |
| VOX | -      | -  | -  | -  | -      | -          | -  | 0  | 3      |
| C's | -      | -  | -  | -  | 0      | -          | 4  | 4  | 0      |
| CiU | 2      | 2  | 3  | 2  | 3      | 7          | 8  | -  | -      |
| Altres | 6a; 1b | 7a | 9a | 8a | 7a; 2c | 2d; 2e; 1c | 1f | 0  | 2g; 1h |
| Total | 13     | 13 | 17 | 17 | 21     | 21         | 21 | 21 | 21     |
| a Partit Ferran Units per Salou (FUPS); b Partit Nou Salou; c Renovació Democràtica de Salou; d Units tots per Salou; e Unió Municipal de Catalunya; f Guanyem Salou; g APL - PDeCAT h Unidos Salou Acció Plural; |        |    |    |    |        |            |    |    |        |

## Festes
- Cós Blanc (Festa major d'hivern, primera setmana de febrer).
- Diada de Sant Jordi (23 d'abril).
- Nits Daurades de Salou (Festa major d'estiu, setmana del 15 d'agost).
- Festa del Rei Jaume I, El Conqueridor (7 de setembre).
- Diada Nacional de Catalunya (11 de setembre).
- Festa de la Segregació (30 d'octubre).

## Tradicions
"Calada de les Maalles de Sant Pere" (tirar l'art), Forma tradicional de pesca artesana efectuada per la "Societat de Pescadors de Santa Maria del Mar de Salou".

## Demografia
| 1920 | 1930 | 1940 | 1950 | 1960 | 1970 | 1981 | 1990 | 1992  | 1994  |
| ---- | ---- | ---- | ---- | ---- | ---- | ---- | ---- | ----- | ----- |
| -    | -    | -    | -    | -    | -    | -    | -    | 8.277 | 8.277 |

| 1996   | 1998   | 2000   | 2002   | 2004   | 2006   | 2008   | 2010   | 2012   | 2014   |
| ------ | ------ | ------ | ------ | ------ | ------ | ------ | ------ | ------ | ------ |
| 10.708 | 11.499 | 13.059 | 15.360 | 18.238 | 22.162 | 25.754 | 27.016 | 26.601 | 26.558 |

| 2016   | 2018   | 2020   | 2022   | 2024   | 2026 | 2028 | 2030 | 2032 | 2034 |
| ------ | ------ | ------ | ------ | ------ | ---- | ---- | ---- | ---- | ---- |
| 26.386 | 26.775 | 28.526 | 29.028 | 30.810 | -    | -    | -    | -    | -    |